# Scopino

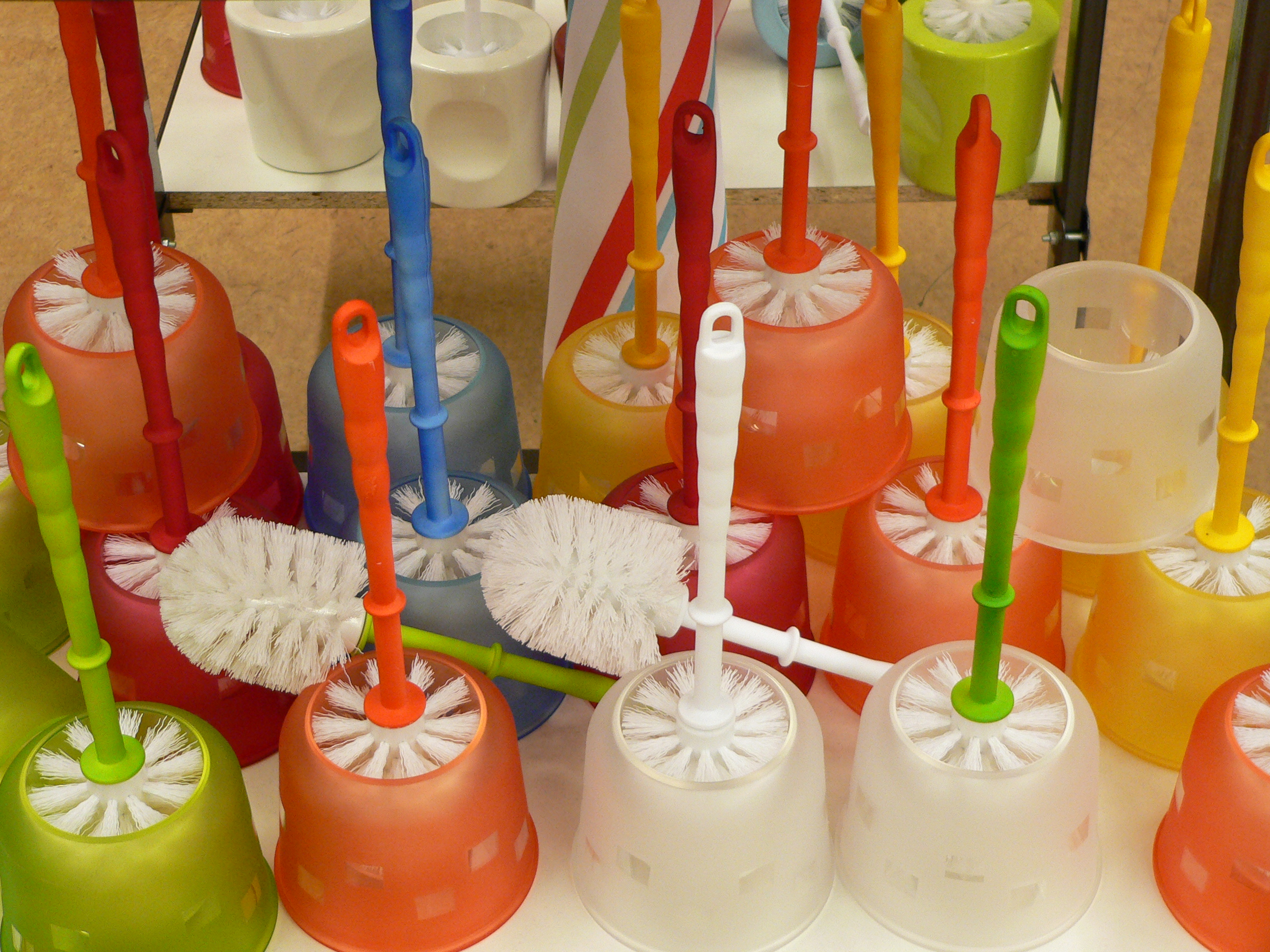
Diversi Scopini colorati per WC. Quelli verticali sono inseriti nei relativi portascopini

Lo scopino è un oggetto atto alla pulizia dei residui delle deiezioni solide rimasti nel water.

## Descrizione e utilizzo
Esso è costituito da una parte rigida solitamente di forma lineare, alle cui estremità si trova un'impugnatura e nell'altra un ciuffo di fili semirigidi, simili a quelli di una scopa.
Il materiale di cui e costituito è normalmente plastica, ma vi è la possibilità di trovarli anche in altri materiali, come per esempio in metallo.
Normalmente lo scopino viene venduto con il suo portascopino, ossia un piccolo vaso dove viene riposto l'oggetto quando non è in uso. A volte il vaso del portascopino è riempito d'acqua o, ancor meglio, da una sostanza igienizzante in forma liquida.